# Martin L. Albert
Martin L. Albert, né le 7 janvier 1939, est un neurologue américain.

## Biographie
Martin L. Albert a obtenu son MD en 1963, à l'École médicale de l'université Tufts, et son Ph.D. en 1971, à l'université de Paris.

## Travaux
Martin L. Albert s'intéresse à la neurobiologie comportementale, à la neurologie gériatrique et à la neuropsychiatrie. Il travaille sur l'aphasie et la démence.
En 1995, il écrit la préface de la deuxième édition de Neuropsychologie clinique et neurologie du comportement, de Mihai Ioan Botez.